# 영흥면공영버스
영흥면공영버스는 인천광역시 옹진군 영흥면 소재 공영버스 운수회사이다.

## 운행노선

### 공영버스
- ● 영흥공영1번 : 영흥도터미널 - 장경리
- ● 영흥공영2번 : 영흥도터미널 - 십리포
- ● 영흥공영3번 : 영흥도터미널 - 장경리

## 주요 차종

#### 현대자동차
- 현대 에어로타운

#### 자일대우
- 자일대우 레스타